# Stay (Rihanna)
Stay is een nummer van de Barbadiaanse zangeres Rihanna, afkomstig van haar zevende studioalbum Unapologetic. Het nummer werd op 13 december 2012 uitgebracht als de tweede single van dat album. Behalve Rihanna is ook Mikky Ekko in het nummer te horen. Het genre is pop.

## Achtergrond
Rihanna begon in maart 2012 aan het nummer te schrijven, tegelijk met andere nummers voor Unapologetic. Op 12 september 2012 meldde Def Jam France via Twitter dat de single Stay tegelijk met het album Unapologetic zou worden uitgebracht.
Mikky Ekko en Justin Parker schreven aan het nummer mee, en de single werd geproduceerd door Ekko, Parker en Loelv. De opnames werden gemaakt in 2012 in de Nightbird Studios in Los Angeles en in de Westlake Recording Studios, ook in Los Angeles.

### Compositie en tekst
Stay is een pop-ballad met piano en gitaar. De tekst gaat over het onvermogen om echte liefde te weerstaan.

## Liveoptredens
De single werd voor het eerst live gezongen op 10 november 2012 in Saturday Night Live. Daarna werd het tijdens de 777 Tour, van 14 tot 21 november, ten gehore gebracht. Op 21 november 2012 zong Rihanna het nummer opnieuw in Saturday Night Live, samen met Diamonds. Op 9 december volgde nog een vertolking in X Factor. Op zondagavond 10 februari 2013 voerden Rihanna en Mikky Ekko het nummer samen uit bij de 55e Grammy Awards. De single stond op de tracklist van de Diamonds World Tour.

## Populariteit
De single bereikte in Canada, Israël, Bulgarije, Denemarken, Tsjechië en Indonesië de nummer 1-positie. In totaal bereikte de single in de top 10 in meer dan dertig landen.
Rihanna brak met deze single het oude record dat Whitney Houston had met de meeste top 10-hits in de Billboard Hot 100; Stay werd de 24ste top 10-hit in Amerika. Whitney Houston had er 23.
In Nieuw-Zeeland en de Verenigde Staten werd het nummer bekroond met platina, in Australië haalde het vier keer de platina status, en in Denemarken, Vlaanderen, Duitsland en Italië kreeg het de gouden status. In totaal is de single meer dan 3 miljoen keer verkocht.

### Nederland en Vlaanderen
In de Nederlandse en de Vlaamse hitlijsten bereikte Stay de top 3. Op 16 februari 2013 kwam de single binnen op nummer 13 in de Nederlandse Single Top 100 en op 23 in de Radio 2 Top 30. Op 22 februari 2013 kwam de single binnen op plaats 19 in de Nederlandse Top 40 en op 11 in de Ultratop 50. De single werd tevens een Alarmschijf op Radio 538. In de Nederlandse Single Top 100 bereikte het nummer met een 3e plek de hoogste positie op 9 maart. In de Vlaamse Radio 2 Top 30 bereikte Stay de koppositie op 16 maart. In de Nederlandse Top 40 was de hoogste positie op 20 april de derde plek. In de Ultratop 50 piekte de single op 23 maart op nummer 3.

## Tracklist
- Cd-single

1. "Stay" (met Mikky Ekko) – 4:00
2. "Diamonds" (Remix met Kanye West) – 4:48

## Hitnoteringen

### Internationaal
| Hitlijst               | Datum van binnenkomst | Hoogste positie | Aantal weken | Laatste notering |
| ---------------------- | --------------------- | --------------- | ------------ | ---------------- |
| Single Top 100         | 16-02-2013            | 3               | 38           | 11-01-2014       |
| Nederlandse Top 40     | 23-02-2013            | 3               | 25           | 10-08-2013       |
| Vlaamse Ultratop 50    | 23-02-2013            | 3               | 23           | 27-07-2013       |
| Vlaamse Radio 2 Top 30 | 16-02-2013            | 1               | 24           | 27-07-2013       |
| Waalse Ultratop 50     | 16-02-2013            | 2               | 25           | 24-08-2013       |
| Australische Top 50    | 20-01-2013            | 4               | 28           | 18-08-2013       |
| Deense Top 40          | 01-02-2013            | 1               | 30           | 23-08-2013       |
| Duitse Top 100         | 02-02-2013            | 2               | 19           | 08-06-2013       |
| Franse Top 200         | 01-12-2012            | 2               | 60           | *                |
| Nieuw-Zeelandse Top 40 | 24-12-2012            | 4               | 25           | 15-07-2013       |
| Noorse Top 20          | 23-02-2013            | 2               | 5            | 23-03-2013       |
| Oostenrijkse Top 75    | 01-02-2013            | 5               | 22           | 30-08-2013       |
| Spaanse Top 50         | 17-02-2013            | 5               | 34           | 13-10-2013       |
| UK Singles Chart       | 22-12-2012            | 4               | 53           | 25-01-2014       |
| Billboard Hot 100      | 23-02-2013            | 3               | 32           | 28-09-2013       |
| Zwitserse Top 75       | 09-12-2012            | 2               | 38           | 12-01-2014       |

### Nederland en Vlaanderen
| Hitnotering: 23-02-2013 t/m 10-08-2013 | Hitnotering: 23-02-2013 t/m 10-08-2013 | Hitnotering: 23-02-2013 t/m 10-08-2013 | Hitnotering: 23-02-2013 t/m 10-08-2013 | Hitnotering: 23-02-2013 t/m 10-08-2013 | Hitnotering: 23-02-2013 t/m 10-08-2013 | Hitnotering: 23-02-2013 t/m 10-08-2013 | Hitnotering: 23-02-2013 t/m 10-08-2013 | Hitnotering: 23-02-2013 t/m 10-08-2013 | Hitnotering: 23-02-2013 t/m 10-08-2013 | Hitnotering: 23-02-2013 t/m 10-08-2013 | Hitnotering: 23-02-2013 t/m 10-08-2013 | Hitnotering: 23-02-2013 t/m 10-08-2013 | Hitnotering: 23-02-2013 t/m 10-08-2013 |
| Week:                                  | 1                                      | 2                                      | 3                                      | 4                                      | 5                                      | 6                                      | 7                                      | 8                                      | 9                                      | 10                                     | 11                                     | 12                                     | 13                                     |
| -------------------------------------- | -------------------------------------- | -------------------------------------- | -------------------------------------- | -------------------------------------- | -------------------------------------- | -------------------------------------- | -------------------------------------- | -------------------------------------- | -------------------------------------- | -------------------------------------- | -------------------------------------- | -------------------------------------- | -------------------------------------- |
| Positie:                               | 19                                     | 12                                     | 6                                      | 4                                      | 6                                      | 6                                      | 6                                      | 4                                      | 3                                      | 3                                      | 5                                      | 6                                      | 5                                      |
| Week:                                  | 14                                     | 15                                     | 16                                     | 17                                     | 18                                     | 19                                     | 20                                     | 21                                     | 22                                     | 23                                     | 24                                     | 25                                     |                                        |
| Positie:                               | 6                                      | 8                                      | 12                                     | 15                                     | 15                                     | 15                                     | 14                                     | 18                                     | 21                                     | 29                                     | 38                                     | 39                                     | uit                                    |

| Hitnotering: 16-02-2013 t/m | Hitnotering: 16-02-2013 t/m | Hitnotering: 16-02-2013 t/m | Hitnotering: 16-02-2013 t/m | Hitnotering: 16-02-2013 t/m | Hitnotering: 16-02-2013 t/m | Hitnotering: 16-02-2013 t/m | Hitnotering: 16-02-2013 t/m | Hitnotering: 16-02-2013 t/m | Hitnotering: 16-02-2013 t/m | Hitnotering: 16-02-2013 t/m | Hitnotering: 16-02-2013 t/m | Hitnotering: 16-02-2013 t/m | Hitnotering: 16-02-2013 t/m | Hitnotering: 16-02-2013 t/m | Hitnotering: 16-02-2013 t/m | Hitnotering: 16-02-2013 t/m | Hitnotering: 16-02-2013 t/m | Hitnotering: 16-02-2013 t/m | Hitnotering: 16-02-2013 t/m | Hitnotering: 16-02-2013 t/m |
| Week:                       | 1                           | 2                           | 3                           | 4                           | 5                           | 6                           | 7                           | 8                           | 9                           | 10                          | 11                          | 12                          | 13                          | 14                          | 15                          | 16                          | 17                          | 18                          | 19                          | 20                          |
| --------------------------- | --------------------------- | --------------------------- | --------------------------- | --------------------------- | --------------------------- | --------------------------- | --------------------------- | --------------------------- | --------------------------- | --------------------------- | --------------------------- | --------------------------- | --------------------------- | --------------------------- | --------------------------- | --------------------------- | --------------------------- | --------------------------- | --------------------------- | --------------------------- |
| Positie:                    | 13                          | 6                           | 4                           | 3                           | 6                           | 6                           | 5                           | 4                           | 5                           | 6                           | 13                          | 11                          | 4                           | 9                           | 12                          | 13                          | 19                          | 19                          | 19                          | 13                          |
| Week:                       | 21                          | 22                          | 23                          | 24                          | 25                          | 26                          | 27                          | 28                          | 29                          | 30                          | 31                          | 32                          | 33                          | 34                          | 35                          | 36                          | 37                          | 38                          | 39                          | 40                          |
| Positie:                    | 22                          | 32                          | 35                          | 36                          | 48                          | 47                          | 65                          | 76                          | 70                          | 72                          | 76                          | 95                          | 80                          | 87                          | 78                          |                             |                             |                             |                             |                             |

| Hitnotering: 23-02-2013 t/m 27-07-2013 | Hitnotering: 23-02-2013 t/m 27-07-2013 | Hitnotering: 23-02-2013 t/m 27-07-2013 | Hitnotering: 23-02-2013 t/m 27-07-2013 | Hitnotering: 23-02-2013 t/m 27-07-2013 | Hitnotering: 23-02-2013 t/m 27-07-2013 | Hitnotering: 23-02-2013 t/m 27-07-2013 | Hitnotering: 23-02-2013 t/m 27-07-2013 | Hitnotering: 23-02-2013 t/m 27-07-2013 | Hitnotering: 23-02-2013 t/m 27-07-2013 | Hitnotering: 23-02-2013 t/m 27-07-2013 | Hitnotering: 23-02-2013 t/m 27-07-2013 | Hitnotering: 23-02-2013 t/m 27-07-2013 | Hitnotering: 23-02-2013 t/m 27-07-2013 | Hitnotering: 23-02-2013 t/m 27-07-2013 | Hitnotering: 23-02-2013 t/m 27-07-2013 | Hitnotering: 23-02-2013 t/m 27-07-2013 | Hitnotering: 23-02-2013 t/m 27-07-2013 | Hitnotering: 23-02-2013 t/m 27-07-2013 | Hitnotering: 23-02-2013 t/m 27-07-2013 | Hitnotering: 23-02-2013 t/m 27-07-2013 |
| Week:                                  | 1                                      | 2                                      | 3                                      | 4                                      | 5                                      | 6                                      | 7                                      | 8                                      | 9                                      | 10                                     | 11                                     | 12                                     | 13                                     | 14                                     | 15                                     | 16                                     | 17                                     | 18                                     | 19                                     | 20                                     |
| -------------------------------------- | -------------------------------------- | -------------------------------------- | -------------------------------------- | -------------------------------------- | -------------------------------------- | -------------------------------------- | -------------------------------------- | -------------------------------------- | -------------------------------------- | -------------------------------------- | -------------------------------------- | -------------------------------------- | -------------------------------------- | -------------------------------------- | -------------------------------------- | -------------------------------------- | -------------------------------------- | -------------------------------------- | -------------------------------------- | -------------------------------------- |
| Positie:                               | 11                                     | 6                                      | 5                                      | 4                                      | 3                                      | 4                                      | 5                                      | 6                                      | 6                                      | 14                                     | 16                                     | 16                                     | 17                                     | 25                                     | 25                                     | 24                                     | 24                                     | 27                                     | 37                                     | 41                                     |
| Week:                                  | 21                                     | 22                                     | 23                                     |                                        |                                        |                                        |                                        |                                        |                                        |                                        |                                        |                                        |                                        |                                        |                                        |                                        |                                        |                                        |                                        |                                        |
| Positie:                               | 49                                     | 48                                     | 50                                     | uit                                    |                                        |                                        |                                        |                                        |                                        |                                        |                                        |                                        |                                        |                                        |                                        |                                        |                                        |                                        |                                        |                                        |

| Hitnotering: 16-02-2013 t/m 27-07-2013 | Hitnotering: 16-02-2013 t/m 27-07-2013 | Hitnotering: 16-02-2013 t/m 27-07-2013 | Hitnotering: 16-02-2013 t/m 27-07-2013 | Hitnotering: 16-02-2013 t/m 27-07-2013 | Hitnotering: 16-02-2013 t/m 27-07-2013 | Hitnotering: 16-02-2013 t/m 27-07-2013 | Hitnotering: 16-02-2013 t/m 27-07-2013 | Hitnotering: 16-02-2013 t/m 27-07-2013 | Hitnotering: 16-02-2013 t/m 27-07-2013 | Hitnotering: 16-02-2013 t/m 27-07-2013 | Hitnotering: 16-02-2013 t/m 27-07-2013 | Hitnotering: 16-02-2013 t/m 27-07-2013 | Hitnotering: 16-02-2013 t/m 27-07-2013 | Hitnotering: 16-02-2013 t/m 27-07-2013 | Hitnotering: 16-02-2013 t/m 27-07-2013 | Hitnotering: 16-02-2013 t/m 27-07-2013 | Hitnotering: 16-02-2013 t/m 27-07-2013 | Hitnotering: 16-02-2013 t/m 27-07-2013 | Hitnotering: 16-02-2013 t/m 27-07-2013 | Hitnotering: 16-02-2013 t/m 27-07-2013 |
| Week:                                  | 1                                      | 2                                      | 3                                      | 4                                      | 5                                      | 6                                      | 7                                      | 8                                      | 9                                      | 10                                     | 11                                     | 12                                     | 13                                     | 14                                     | 15                                     | 16                                     | 17                                     | 18                                     | 19                                     | 20                                     |
| -------------------------------------- | -------------------------------------- | -------------------------------------- | -------------------------------------- | -------------------------------------- | -------------------------------------- | -------------------------------------- | -------------------------------------- | -------------------------------------- | -------------------------------------- | -------------------------------------- | -------------------------------------- | -------------------------------------- | -------------------------------------- | -------------------------------------- | -------------------------------------- | -------------------------------------- | -------------------------------------- | -------------------------------------- | -------------------------------------- | -------------------------------------- |
| Positie:                               | 23                                     | 18                                     | 11                                     | 6                                      | 1                                      | 1                                      | 2                                      | 3                                      | 4                                      | 4                                      | 6                                      | 7                                      | 6                                      | 6                                      | 7                                      | 11                                     | 12                                     | 17                                     | 20                                     | 24                                     |
| Week:                                  | 21                                     | 22                                     | 23                                     | 24                                     |                                        |                                        |                                        |                                        |                                        |                                        |                                        |                                        |                                        |                                        |                                        |                                        |                                        |                                        |                                        |                                        |
| Positie:                               | 25                                     | 28                                     | 29                                     | 30                                     | uit                                    |                                        |                                        |                                        |                                        |                                        |                                        |                                        |                                        |                                        |                                        |                                        |                                        |                                        |                                        |                                        |

### NPO Radio 2 Top 2000
| Nummer met noteringen in de NPO Radio 2 Top 2000 | '13  | '14 | '15  | '16  | '17  | '18  | '19  | '20  | '21  | '22-'23 | '24  |
| ------------------------------------------------ | ---- | --- | ---- | ---- | ---- | ---- | ---- | ---- | ---- | ------- | ---- |
| Stay                                             | 1441 | 707 | 1000 | 1456 | 1778 | 1441 | 1708 | 1981 | 1900 | -       | 1786 |

1. ↑  Een '-' betekent dat het nummer niet was genoteerd en een vetgedrukt getal geeft de hoogste notering aan.
2. ↑  2013 was het eerste jaar met een notering voor dit nummer.

## Covers
Op 11 februari 2013 bracht Adam Lambert een eigen versie van de single uit via YouTube. Op 15 februari 2013 coverde Vin Diesel het lied in karaokestijl; hij nam het op voor zijn vriendin voor Valentijnsdag. Op 6 maart 2013 zong Elijah Liu het nummer in de Amerikaanse televisieserie American Idol.

## Andere uitgaven
| Land                | Datum            | Formaat                | Label                 |
| ------------------- | ---------------- | ---------------------- | --------------------- |
| Verenigd Koninkrijk | 7 januari 2013   | Impact day             | Mercury Records       |
| Verenigde Staten    | 28 januari 2013  | Hot/Modern/AC radio    | Def Jam Recordings    |
| Verenigde Staten    | 29 januari 2013  | Contemporary hit radio | Def Jam Recordings    |
| Verenigde Staten    | 29 januari 2013  | Rhythmic radio         | Def Jam Recordings    |
| Duitsland           | 15 februari 2013 | cd-single              | Universal Music Group |